# یوکی هیده‌یاسو
یوکی هیده‌یاسو (به ژاپنی: 結城 秀康)، توکوگاوا اوگیمارو (۱۶۰۷ – ۱۵۷۴) او یک دایمیو در دوره آزوچی–مومویاما و اوایل دوره ادو در ژاپن بود. او رهبر خاندان فوکوئی در ولایت اچیزن بود. یوکی هیده‌یاسو پسر دوم توکوگاوا ایه‌یاسو بود. مادر یوکی هیده‌یاسو یکی از زنان غیر اصلی ایه‌یاسو بود و «اُومان» نام داشت.

## فرزندخواندگی تویوتومی هیده‌یوشی
در بهار سال ۱۵۸۴ اودا نوبوکاتسو، پسر دوم اودا نوبوناگا، از توکوگاوا ایه‌یاسو درخواست کرد که در برابر تویوتومی هیده‌یوشی از او حمایت کند. این اقدامی خطرناک بود که می‌توانست به نابودی خاندان توکوگاوا بینجامد. نیروهای توکوگاوا به سمت قلعهٔ اجدادی خاندان اودا در اُواری حرکت کردند. هیده‌یوشی نیز با فرستادن ارتشی به آن جا این حمله را پاسخ داد. نبرد کوماکی و ناگاکوته تنها نبرد بین دو متحدکنندهٔ بزرگ ژاپن یعنی ایه‌یاسو و هیده‌یوشی است. این لشکرکشی چندین ماه بدون نتیجه‌ای قطعی ادامه داشت تا اینکه هیده‌یوشی درصدد مذاکره با ایه‌یاسو برآمد. هیده‌یوشی در ابتدا توانست اودا نوبوکاتسو را که برخلاف پدرش مردی سست اراده بود، متقاعد به صلح و سازش کند. سپس به ایه‌یاسو پیشنهاد آتش‌بس داد. ایه‌یاسو که بهانهٔ خود را برای ادامه نبرد از دست داده بود، پیشنهاد صلح را پذیرفت. به عنوان قسمتی از قرارداد، پسر دوم ایه‌یاسو «اوگیمارو» به فرزندخواندگی هیده‌یوشی درآمد.
او در نبرد سکیگاهارا ۱۶۰۰ در سپاه شرقی و در جبهه و همراه با پدرش ایه‌یاسو با خاندان تویوتومی جنگید.